# Urologi
Urologi (gr. uron "urin") er et område inden for lægevidenskaben, som beskæftiger sig med både kvinders og mænds urinveje, med mandens kønsorganer og med sygdomme i disse.
Urologi er nært beslægtet med andrologi og gynækologi. Hos begge køn befinder kønsorganer og urinveje sig i umiddelbar nærhed af hinanden, og sygdom i det ene system påvirker ofte det andet.
| Lægevidenskab | Spire Denne artikel om lægevidenskab er en spire som bør udbygges. Du er velkommen til at hjælpe Wikipedia ved at udvide den. |